# Comuna Rubanivka, Velîka Lepetîha
Rubanivka (în ucraineană Рубанівка) este o comună în raionul Velîka Lepetîha, regiunea Herson, Ucraina, formată din satele Rubanivka (reședința) și Vesele.

## Demografie
Componența lingvistică a comunei Rubanivka
     Ucraineană (79,69%)
     Rusă (20,11%)
     Alte limbi (0,11%)
Conform recensământului din 2001, majoritatea populației comunei Rubanivka era vorbitoare de ucraineană (79,69%), existând în minoritate și vorbitori de rusă (20,11%).